# Boulder (Australie)
Pour les articles homonymes, voir Boulder (homonymie).
Boulder est une ville minière du sud-ouest de l'Australie, intégrée depuis 1989 à la Cité de Kalgoorlie-Boulder. 

## Situation
Elle se trouve à la proximité sud de la ville de Kalgoorlie en Australie-Occidentale, à 595 kilomètres à l'Est de Perth, capitale de l'État. 

## Histoire
Les villes de Boulder et Kalgoorlie ont fusionné en 1989 pour former la cité de Kalgoorlie-Boulder.

## Population
Sa population était de 5 178 habitants lors du recensement de 2006.